# Валтер Цеман
Валтер Цеман (на немски: Walter Zeman) (1 май 1927 - 8 август 1991) е австрийски футболист. Той е считан за един от най-добрите вратари в историята на австрийския футбол. Неговите способности като вратар му носят прякорите „Тигър“ и „Пантера“. Силните му страни са отличната му реакция, сигурността при улавяне на топката и др.